# منطقه حفاظت‌شده درمیان و سربیشه
منطقهٔ حفاظت‌شدهٔ درمیان و سربیشه یک منطقهٔ حفاظت‌شده با مساحت ۸۳۷۳۰ هکتار است که در استان خراسان جنوبی در ایران قرار دارد. این منطقهٔ حفاظت‌شده طبق مصوبهٔ شمارهٔ ۷۴۴ در تاریخ ۹۷/۰۵/۰۱ در فهرست مناطق تحت حفاظت سازمان محیط زیست ایران قرار گرفت.